# Le Roi des Aulnes (roman)
Pour les articles homonymes, voir Le Roi des Aulnes.
Le Roi des Aulnes est un roman de Michel Tournier paru chez Gallimard en 1970 et ayant obtenu le prix Goncourt la même année.

## Prix attribués
Le roman obtient en novembre 1970 le prix Goncourt au second tour de scrutin à l'unanimité du jury,.

## Résumé
L'histoire est celle d'Abel Tiffauges, dont on suit le curieux destin, de son séjour au pensionnat Saint-Christophe, où il rencontre l'étrange Nestor, élève privilégié qui le prend sous son aile et que le héros adule, ce qui lui permettra de s'épanouir et d'aller jusqu'au bout de ses obsessions.
Abel raconte d'abord dans un journal intime son enfance et sa vie à Paris jusqu'en 1939.
Après la « drôle de guerre », Abel, colombophile passionné, est stationné comme soldat en Alsace. Puis il est fait prisonnier et emmené à travers l'Allemagne et la Pologne jusqu'en Prusse-Orientale, région allemande à l'époque et correspondant aujourd'hui à peu près à l'enclave russe de Kaliningrad, au nord-est de la Pologne.
Emprisonné d'abord dans le camp de Moorhof (près d'Insterburg, actuellement Tcherniakhovsk, et de Gumbinnen, actuellement Goussev), Abel rejoint ensuite la réserve de Rominten (en) (sud-est de la région de Prusse-Orientale), domaine de chasse d'un certain Goering, que le héros appelle lui-même « l'ogre de Rominten ». Il se retrouve ensuite, en 1943, au sud de Rominten, en Mazurie, dans l'ancienne forteresse de Kaltenborn (aujourd'hui Zimna Woda en Pologne), transformé en Napola (école para-militaire du Troisième Reich). Là, il devient « l'ogre de Kaltenborn », s'accomplissant complètement dans le recrutement forcé d'enfants dans la région mazurienne et devenant peu à peu maître de la Napola.
Il ignore que ses quatre cents junge Männer sont destinés à périr dans la défense désespérée de la forteresse lors de l'invasion soviétique. Il sauve Éphraïm, un garçon juif venant d'un camp de Lituanie, le prend sur son dos et disparaît avec lui en voulant traverser les marécages qui se trouvent sur leur chemin. Le roman se termine par cette phrase : « Quand [Abel] leva pour la dernière fois la tête vers Éphraïm, il ne vit qu'une étoile d'or à six branches qui tournait lentement vers le ciel noir ».

## Analyse

### L'ogre
Michel Tournier a bâti un roman complexe avec un personnage assez particulier qui cherche à dominer ses obsessions. Celle pour les enfants est dérangeante. Mais Abel, personnage introspectif type, ne se livre pas à des contacts physiques directs avec les enfants, préférant tirer son plaisir des impressions du quotidien ou de ses expériences solitaires (notamment autour de l'odeur que dégagent les cheveux coupés des enfants dont il remplit son oreiller).
Il résume son ambition dans la première partie : « Il ne me sied pas de nouer des relations individuelles avec tel ou tel enfant. Ces relations, quelles seraient-elles au demeurant ? Je pense qu'elles emprunteraient fatalement les voies faciles et toutes tracées soit de la paternité soit du sexe. Ma vocation est plus haute et plus générale. »

### La notion de «phorie»
Le livre tire son titre du Roi des Aulnes, ballade de Goethe qui commence ainsi : « Qui chevauche si tard dans la nuit et le vent ? C'est le père avec son enfant. Il serre le jeune garçon dans ses bras. Il le tient au chaud, il le protège. »
Fasciné par cette image de l'homme « porte-enfant », Abel la voit partout dans sa vie comme un signe prémonitoire. Ainsi saint Christophe, le saint patron de son pensionnat, est représenté portant, sur le dos, un enfant qui serait, selon la légende, Jésus-Christ.
Il crée alors le concept de « phorie » et son expérience lui fait décliner ce concept : le cerf est nommé l'ange « phallophore », le cheval est l'animal « phorique » par excellence, la « superphorie » correspond au cavalier portant un enfant et l'officier SS marchant sur les enfants allongés accomplit un acte « antiphorique » par excellence.
La prémonition d'Abel trouve sa réalisation dans sa mort : il s'enfonce dans la vase d'un marécage avec l'enfant juif qu'il a sauvé. Cet enfant portant une étoile jaune, Abel parle d'« astrophorie ».

### Inversion
Le principe d'« inversion » des valeurs traverse l'œuvre. Tournier distingue l'inversion maligne, qui tend à faire de son héros un ogre, et l'inversion bénigne, qui en fait finalement un sauveur porte-enfant. Accaparé par la lecture des signes qui éclairent son destin, grisé par son pouvoir croissant à Kaltenborn, Abel perçoit, lors de la chute de l'Allemagne de Hitler, l'idéologie nazie comme le reflet inversé des valeurs auxquelles il croit, la pureté recherchée étant l'inversion maligne de l'innocence.

## Controverses

### Contenu pédocriminel
Le roman est considéré comme présentant du contenu pédophile. Hubert Prolongeau cite le roman dans un article, indiquant que c'est « une phrase parmi d'autres » : « À l'opposé des fesses des adultes, paquets de viande morte, réserves adipeuses, tristes comme les bosses du chameau, les fesses des enfants vivantes, frémissantes, toujours en éveil, parfois haves et creusées, l'instant d'après souriantes et naïvement optimistes, expressives comme des visages. »
Claire Devarrieux écrit dans Libération : « Inutile de dire que, le manuscrit du "Roi des Aulnes" atterrirait-il aujourd’hui sans nom d’auteur dans une maison d’édition, il serait aussitôt refusé pour pédophilie ».

## Adaptation
Le roman de Tournier inspire un film du même nom, réalisé par Volker Schlöndorff en 1996 et interprété par John Malkovich et Marianne Sägebrecht.

## Éditions
- Le Roi des Aulnes, Paris, Gallimard, 1970, 395 p. [a fait l'objet de nombreuses réimpressions]